# The X Factor (Estados Unidos)
The X Factor é a adaptação para os Estados Unidos do talent show The X Factor UK criado por Simon Cowell e produzido pela SYCOtv. Estreou em 21 de setembro de 2011 na Fox Broadcasting Company (FOX).
Como parte da franquia britânica do The X Factor, o formato do programa tem inúmeras diferenças de seus semelhantes, incluindo o American Idol. O concurso esteve aberto para artistas solistas e grupais, e não tem limite máximo de idade. Cada jurado é designado a uma das quatro categorias — tanto meninas ou meninos entre os 12 aos 30 anos de idade, indivíduos com mais de 30 anos de idade, ou grupos (sendo que algum membro do grupo pode ser rejeitado após o processo de audição). Através dos shows, os jurados atuam como orientadores da sua categoria, ajudando a decidir as canções, o estilo e as encenações, enquanto avaliam os concorrentes das outras categorias, mas também competem entre si para garantir que sua categoria ganhe a competição, tornando um deles o jurado vencedor. Melanie Amaro se tornou a vencedora da primeira temporada e recebeu um contrato de gravação com a Epic Records, 5 milhões de dólares e também um estrelato em um comercial da Pepsi, que foi ao ar no Super Bowl XLVI na NBC.
No dia 7 de Fevereiro de 2014, a Fox anunciou que o The X Factor USA foi cancelado após três temporadas. Simon Cowell irá retornar para a versão britânica do programa nessa temporada.

## Antecedentes e história
Apesar do American Idol ter se tornado um enorme sucesso e com um grande número de renovações para os anos seguintes com sete temporadas, em seu país de origem Reino Unido, o original da franquia  — Pop Idol — não foi bem sucedido. Após a primeira temporada da versão britânica ter um enorme sucesso, a segunda sofria com a baixa audiência. Muitos - incluindo um dos próprios juízes - disseram que Michelle McManus não iria alcançar fama e sucesso como o primeiro vencedor do reality, Will Young, um vencedor digno. Em 2004, a ITV anunciou um novo show de talentos criado por Simon Cowell, chamado The X Factor, sem envolvimento de Simon Fuller, o criador da primeira versão de programas de talentos britânico. Apesar da sua audiência estar na média em suas duas primeiras temporadas, na sétima, em 2010, reunia 10 milhões de telespectadores a cada semana. Pop Idol foi completamente esquecido no Reino Unido por conta do sucesso de The X Factor, enquanto American Idol foi responsável pela maior audiência da TV a cada temporada nos Estados Unidos - sendo The X Factor praticamente inexistente.
Em abril de 2009, surgiram relatos de que Cowell estava tentanto lançar o The X Factor na America após o encerramento do seu contrato com o American Idol ao final da sua nona temporada. De acordo com um contrato, Cowell foi proibido de lançar The X Factor porque foi visto como um rival para o Idol. Em setembro, a Fox, a emissora do American Idol, assinou o acordo para lançar a versão dos norte-americana do The X Factor.
Em 11 de janeiro de 2010, a News Corporation (através da Fox News nos Estados Unidos e o The Times no Reino Unido) informou que Cowell deixaria o American Idol após nona temporada, a fim de trazer o The X Factor para os Estados Unidos em setembro de 2011. Cowell disse à Television Critics Association que ele estava deixando o American Idol para que ele pudesse ser jurado e produtor executivo da versão norte-americana da competição musical, em 2011. Além disso, Cowell assinou um acordo comercial de longo prazo com a Sony Music Entertainment, que já deu suporte a vários artistas da Syco Music no Reino Unido, e agora vai estar envolvido com os artistas da versão norte-americana, assim como estarem envolvidos em sua produção.
Em novembro de 2010, a Fox começou a exibir pequenos comerciais do programa onde tinha a frase "Vindo para a América no Outono de 2011". The New York Times descreveu os comerciais como se o canal tivesse tentando configurar The X Factor como um evento de televisão. Em Fevereiro de 2011, durante o Super Bowl XLV, a Fox divulgou o logotipo oficial do show em um promo, estrelado por Cowell. O segundo promo foi mostrado durante a noite, com Katy Perry, Justin Bieber, The Black Eyed Peas, Usher, Lady Gaga, Pussycat Dolls e Madonna, e após a apresentação deste já se especulava quem iria ficar na bancada de jurados com Cowell.
The X Factor estreou nos Estados Unidos e Canadá em 21 de setembro de 2011. No dia seguinte, ele estreou no Reino Unido em ITV2 e em vários outros países.

## Sumário das temporadas
Até à data, uma temporada está prevista para ir ao ar, como é resumido a seguir.

      Participante (ou mentor) da categoria "Garotos"[a][c]

      Participante (ou mentor) da categoria "Garotas"[a][c]

      Participante (ou mentor) da categoria "Adolescentes"[b]

      Participante (ou mentor) da categoria "Jovens Adultos"[b]

      Participante (ou mentor) da categoria "Mais de 25 anos"[b][c] ou "Mais de 30 anos"[a]

      Participante (ou mentor) da categoria "Grupos"[a][b][c]

| Temporada | Estreia                | Final                  | Vencedor      | Vice                 | Terceiro lugar  | Orientador vencedor | Apresentador                 | Patrocinador                               | Jurados                                               |
| --------- | ---------------------- | ---------------------- | ------------- | -------------------- | --------------- | ------------------- | ---------------------------- | ------------------------------------------ | ----------------------------------------------------- |
| 1         | 21 de setembro de 2011 | 22 de dezembro de 2011 | Melanie Amaro | Josh Krajcik         | Chris Rene      | Simon Cowell        | Steve Jones                  | Pepsi Sony Verizon Chevrolet TalkTalk (RU) | Simon Cowell Paula Abdul L.A. Reid Nicole Scherzinger |
| 2         | 12 de setembro de 2012 | 20 de dezembro de 2012 | Tate Stevens  | Carly Rose Sonenclar | Fifth Harmony   | L.A. Reid           | Mario Lopez Khloé Kardashian | Pepsi Sony Verizon Chevrolet Best Buy      | Simon Cowell Demi Lovato Britney Spears L.A. Reid     |
| 3         | 11 de setembro de 2013 | 19 de dezembro de 2013 | Alex & Sierra | Jeff Gutt            | Carlito Olivero | Simon Cowell        | Mario Lopez                  | CoverGirl Herbal Essences Secret Honda     | Simon Cowell Demi Lovato Kelly Rowland Paulina Rubio  |

a. ^  Categoria da primeira temporada;

b. ^  Categoria da segunda temporada;

c. ^  Categoria da terceira temporada;

## Jurados e apresentadores
Na época que anunciou a versão dos Estados Unidos, Cowell foi o único jurado confirmados para o show. Mais tarde, ele disse que estava tomando as escolhas de quem iria se juntar a ele no show, dizendo: "É inútil contratar jurados que não sabem nada sobre o negócio da música. Eu provavelmente vou encontrar alguém que fez o que eu fazia para viver. Eu fui um A&R por 20 anos." Muitas pessoas foram cogitadas e especuladas para estarem na bancada de jurado, incluindo Nicole Scherzinger, George Michael, Nicki Minaj, Rihanna, Katy Perry, Elton John, Mariah Carey e Jessica Simpson, embora Cowell negasse que Perry e John seria um dos contratados. Eventualmente, o ganhador de um Grammy como produtor executivo, compositor e produtor L.A. Reid, ex-juiz do X Factor do Reino Unido, Cheryl Cole, e a ex-colega de Cowell no American Idol Paula Abdul foram confirmados para se juntar a Cowell no júri.
Inicialmente, Scherzinger foi contratada para comandar o programa ao lado de apresentador Steve Jones. Cowell tinha dito anteriormente que o show pode ter dois apresentadores. Outras pessoas estavam especulando que a estrela da franquia High School Musical, Corbin Bleu poderia apresentar o reality e no X Factor do Reino Unido o anfitrião Dermot O'Leary. Por um momento, foi espalhado boatos que a cantora e compositora americana Lady Gaga poderia ser uma jurada não regular no show.
Em 26 de maio, foi noticiado que Cole teria sido demitida e que seria substituída por Scherzinger. Houve outros relatos que ela seria demitida do show, porque o público americano tinha dificuldade em entender o sotaque dela, por causa da falta de química entre ela e Abdul, ou que ela deixaria uma certa nostalgia. A demissão de Cole foi noticiada oficialmente em 6 de junho, em um comunicado da Fox, que também confirmou Scherzinger como sua substituta. Jones então serviria como apresentador exclusivo. Em agosto de 2011, Cowell disse que a razão pela qual Cole deixou o show foi porque ele lhe ofereceu um trabalho nos bastidores da versão britânica e que ele preferiu aceitar a proposta porque se sentiria mais confortável lá. Ele disse que sua partida tinha nada a ver com ela não se dar bem com Abdul, encerrando dizendo então ele não seria mais o jurado do show. No dia 14 de maio de 2012 foi confirmado que a cantora teen Demi Lovato e a princesa do pop Britney Spears seriam as novas juradas do programa. Em Outubro de 2012 foi confirmado a contratação do apresentador Mario Lopez e da estrela de TV Khloé Kardashian para serem os novos apresentadores da 2ª temporada do programa.

### Categorias e finalistas de cada jurado
– Jurado ganhador / categoria. Os vencedores estão em negrito, os participantes eliminados nas fontes pequenas.
| Temporada | Simon Cowell                                                                             | Paula Abdul                                                                       | Nicole Scherzinger                                                                        | L.A. Reid                                                                          |
| --------- | ---------------------------------------------------------------------------------------- | --------------------------------------------------------------------------------- | ----------------------------------------------------------------------------------------- | ---------------------------------------------------------------------------------- |
| 1ª        | Garotas Melanie Amaro(1ª) Rachel Crow(5ª) Drew(6ª) Simone Battle(13ª) Tiah Tolliver(14ª) | Grupos Lakoda Rayne(9ª) The Stereo Hogzz(11º) InTENsity(12º) The Brewer Boys(16º) | Maiores de 30 Josh Krajcik(2º) LeRoy Bell(8º) Stacy Francis(10ª) Dexter Haygood(15º)      | Garotos Chris Rene(3º) Marcus Canty(4º) Astro(7º) Phillip Lomax(17º)               |
| Temporada | Simon Cowell                                                                             | L.A. Reid                                                                         | Britney Spears                                                                            | Demi Lovato                                                                        |
| 2ª        | Grupos Fifth Harmony(3ª) Emblem3(4º) LYRIC 145(12º) Sister C's(14ª)                      | Maiores de 25 Tate Stevens(1º) Vino Alan(7º) Jason Brock(13º) David Correy(15º)   | Adolescentes Carly Rose Sonenclar(2ª) Diamond White(5ª) Beatrice Miller(9ª) Arin Ray(10º) | Jovens Adultos CeCe Frey(6ª) Paige Thomas(8ª) Jennel García(11ª) Willie Jones(16º) |
| Temporada | Simon Cowell                                                                             | Demi Lovato                                                                       | Kelly Rowland                                                                             | Paulina Rubio                                                                      |
| 3ª        | Grupos Alex & Sierra(1º) Restless Road(4º) Sweet Suspense(12ª) RoXxy Montana(14ª)        | Garotas Rion Paige(5ª) Ellona Santiago(6ª) Khaya Cohen(10ª) Dani Geimer(16ª)      | Maiores de 25 Jeff Gutt(2º) Lillie McCloud(8ª) Rachel Potter(11ª) James Kenney(15º)       | Garotos Carlito Olivero(3º) Josh Levi(7º) Tim Olstad(9º) Carlos Guevara(13º)       |

## Formato e prêmio

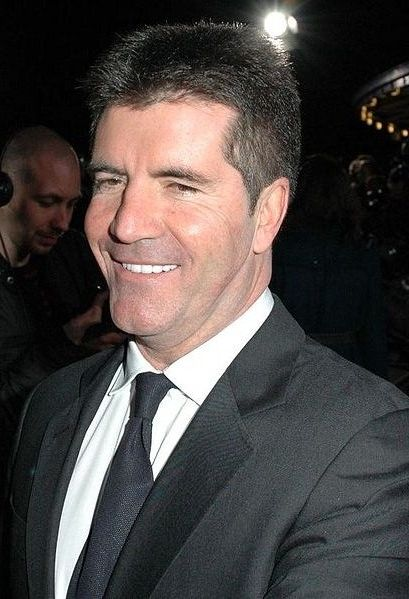
O formato do show foi idealizado pelo criador e jurado Simon Cowell.

O show se concentra em achar uma nova voz talentosa, apesar de que a aparência, personalidade, presença de palco e coreografias são também elementos importantes em muitas apresentações. A cada jurado é designada uma das quatro categorias (primeira temporada: meninas entre 12 e 30 anos/meninos entre 12 e 30 anos/pessoas com mais de 30 anos/grupos; segunda temporada: adolescentes de 11— até 16 anos/jovens — até 25 anos/adultos — acima de 25 anos/grupos). Os jurados agem como mentores de sua categoria, ajudando a decidir as escolhas da canção, estilo e encenação, enquanto julgam os competidores das outras categorias.
O vencedor do concurso ganha um contrato de gravação com a Syco Music em associação com a Sony Music Entertainment, que inclui um pagamentos em dinheiro, totalizando 5 milhões dólares. Em um comunicado a imprensa em nome ao show em 7 de fevereiro de 2011, chamaram o contrato de gravação de "o maior prêmio garantido na história da televisão". Ao contrário da versão britânica do show, os custos de gravação e de marketing do artista vencedor serão pagos separadamente do pagamento do contrato inicial 5 milhões dólares, pagos em cinco parcelas anuais de 1 milhão de dólares. Cowell disse em uma teleconferência com repórteres em 7 de fevereiro de 2011: "Eu acho que deve ser um prêmio que muda a vida, e só para ficar claro, este não é um investimento de 5 milhões de dólares, este é um prêmio de $5.000.000 garantido que será pago ao vencedor. A gravação, marketing, e os custos da gravação são completamente separados deste. O prêmio será pago em 1 milhão de dólares por cinco anos." Cowell disse na mesma conferência telefônica que há um rótulo específico dentro da família Sony, a gravadora que o vencedor realmente assinará e receberá um suporte, mas esse rótulo será escolhido conforme o estilo de música que o vencedor quiser fazer.
Existem seis etapas na competição do The X Factor:
- Etapa 1: Audições com os produtores (estes testes decidem quem vai cantar na frente dos jurados)
- Etapa 2: Audições com os jurados
- Etapa 3: Bootcamp
- Etapa 4: Bootcamp 2 (criado na segunda temporada)
- Etapa 5: Casa dos jurados
- Etapa 6: Shows ao vivo (final)

### Audições ebootcamps
O show foi aberto para artistas individuais e grupais de 12 anos para cima, sem limite de idade superior. Os participantes selecionados nas audições são aperfeiçoados por uma série de performances em um "campo de treino" (bootcamp). Na primeira fase do bootcamp, os artistas cantam sozinhos e, na segunda fase, com outro participante, para avaliar sua competitividade. Depois, os jurados, em colaboração, escolhem 32 participantes (oito de cada categoria) para a próxima rodada, e só depois, então, é dito pelos produtores do show qual categoria eles devem orientar.

### Casa dos jurados e shows ao vivo
Os jurados então preparam a rodada "visita às casas dos jurados", onde se reduz mais ainda os participantes do grupo em suas residências (muitas vezes o grupo inteiro) com a ajuda de uma celebridade convidada. As finais consistem em uma série de dois shows ao vivo, a primeira apresentando performances dos competidores e a segunda revelando os resultados da votação do público, correndo o risco de um ou mais participantes serem eliminados. Artistas e celebridades convidadas também se apresentam regularmente.

### Após oThe X Factor
O vencedor da competição ganha 5 milhões de dólares, e um contrato de gravação com a Syco Music em associação com a Sony Music Entertainment. Em um comunicado a imprensa em nome ao show em 7 de fevereiro de 2011, chamaram o contrato de gravação de "o maior prêmio garantido na história da televisão." Ao contrário com a versão britânica do show, onde uma parte do prêmio que é 1 milhão de libra esterlina (1,6 milhões de dólares) é usado para pagar os custos de gravação e comercialização do artista vencedor, estas despesas serão pagas separadamente do pagamento do contrato de 5.000.000 de dólares iniciais oferecidas pelo programa dos Estados Unidos, que serão pagos em cinco parcelas anuais de 1 milhão de dólares.

## Primeira temporada (2011)
Audições na frente dos produtores para a primeira temporada aconteceu em Los Angeles, Miami, Newark, Seattle, Chicago e Dallas. Foi relatado que o The X Factor tinha quebrado o recorde de audições em Los Angeles, no dia 27 de março. A última sessão de testes ocorreu na frente dos jurados e de uma platéia durante maio e junho de 2011. Uma prévia do programa foi ao ar durante o 2011 Major League Baseball All-Star Game em 12 de julho. A segunda pré-visualização aconteceu depois do jogo duplo Northern Football League em 11 de setembro. O show estreou em 21 de setembro de 2011, com as audições de Los Angeles e Newark. As finais ao vivo começou em 25 de outubro de 2011 com um dois e um show de meia hora. Em 22 de dezembro, Melanie Amaro foi anunciada como a vencedora do reality, e recebeu um contrato de gravação de 5 milhões de dólares.

## Veiculação internacional
Após anunciar que o show iria ser transmitido para toda a América, a Fox Network decidiu negociar com várias outras emissoras de todo o mundo sobre os direitos de exibição da versão americana do show em seu país. O programa é exibido 6 horas e 30 minutos depois da exibição nos EUA pela TV3, na Nova Zelândia. Como parte do contrato de Cowell, foi decidido que no Reino Unido, a ITV2, o "canal irmão" da ITV1 que exibe a versão original do show, teriam direito de transmitir a temporada. O programa é exibido no Reino Unido 18 horas depois da exibição oficial nos EUA - que estreou na quinta-feira, dia 22 de setembro naquele país. Na Indonésia, um grupo de redes de TV locais estão transmitindo o show na mesma semana em que vai ao ar nos Estados Unidos, em Jacarta é transmitido pelo Canal B na quinta-feira. Na Irlanda, o show será transmitido pela TV3. Em Chipre, o espetáculo estreou em 30 de setembro de 2011 em RIK 1. Na Grécia, o espetáculo estreou em 1 de outubro de 2011 pelo canal ANT1. Em Singapura o show é transmitido via satélite ao vivo direto do EUA em MediaCorp Channel 5. Nas Filipinas, o programa vai ao ar pelo canal Studio 23, em Israel, o show estreou na sexta-feira dia 23 de setembro, e é transmitido nas sextas-feiras e sábados no canal 3 Hot. Na Estónia, o show é estreou em 9 de outubro e é transmitido todos os domingos na TV3. No Brasil, o programa estreou no dia 11 de outubro no canal por assinatura Sony Entertainment Television, sendo exibido toda terça e quarta as 22 horas.

## Patrocínio da mídia
Em 7 de janeiro de 2011, a Fox, SYCOtv e FremantleMedia North America anunciaram que a Pepsi seria a patrocinadora oficial do The X Factor. O patrocínio inclui uma plataforma multi-extensa de marketing fora do ar. Em 9 de junho, a Chevrolet foi anunciada como a patrocinadora oficial da segunda temporada do programa, e que o patrocínio também  inclui uma plataforma multi-extensa de marketing fora do ar. Sony foi anunciada como patrocinadora oficial da terceira temporada de The X Factor em 26 de julho. Patrocínio da Sony para o reality inclui as mesmas normas dos patrocinadores das temporadas anteriores.